# رایان د وریس
رایان د وریس (انگلیسی: Ryan Keith de Vries؛ زادهٔ ۱۴ سپتامبر ۱۹۹۱) یک بازیکن فوتبال اهل نیوزیلند است. وی همچنین در تیم ملی فوتبال نیوزیلند بازی کرده‌است.